# Siikalampi (sjö i Norra Österbotten, lat 65,58, long 28,23)
Siikalampi är en sjö i Finland. Den ligger i kommunen Taivalkoski i landskapet Norra Österbotten, i den nordöstra delen av landet, 600 km norr om huvudstaden Helsingfors. Siikalampi ligger 192 meter över havet. Arean är 38,1 hektar och strandlinjen är 4,15 kilometer lång. Sjön  ingår i Ijo älvs huvudavrinningsområde. 